# Jolanta Dylewska
Jolanta Dylewska (geboren am 9. März 1958 in Wrocław) ist eine polnische Kamerafrau, Regisseurin und Drehbuchautorin.

## Beruflicher Werdegang
Jolanta Dylewska studierte ab 1983 an der Staatlichen Hochschule für Film, Fernsehen und Theater Łódź Filmkameraführung und Regie. Sie promovierte 1999, habilitierte 2002 und wurde 2006 zur Professorin ernannt. Ihre Diplomarbeit trägt den Titel Jak w zwierciadle, czyli krótki esej o twarzy (Wie in einem Spiegel, ein kurzer Essay über das Gesicht).
Dylewska ist Professorin für Kinematographie und Fernsehproduktion in Łódź und unterrichtet an der Filmakademie Baden-Württemberg in Ludwigsburg.
2011 gewann sie als erste weibliche Person den Goldenen Frosch auf dem Camerimage, einem polnischen Festival, das die künstlerische Arbeit der Kinematographie würdigt. Sie ist Mitglied der Europäischen Filmakademie.

## Filmografie

### Spielfilm
- 1991: Skarga (Regieassistenz)
- 1992: Remedio (Kinematographie)
- 1993: Conversation with a Cupboard Man (Rozmowa z człowiekiem z szafy) (Kinematographie)
- 1994: Maries Lied (Maries Lied „Ich war, ich weiß nicht wo“) (Kinematographie)
- 1999: Królowa Aniołów (Kinematographie)
- 2000: Anna Wunder (Kinematographie)
- 2001: Lauter als Bomben (Głośniej od bomb) (Kinematographie)
- 2004: Edelweisspiraten (Kinematographie, Kamera)
- 2004: Down the Colourful Hill (W dół kolorowym wzgórzem) (Kinematographie)
- 2005: Doskonałe popołudnie (Kinematographie)
- 2006: Der Junge auf dem galoppierenden Pferd (Chłopiec na galopującym koniu) (Kinematographie)
- 2008: Tulpan (Kinematographie)
- 2010: Made in Poland (Kinematographie)
- 2011: In Darkness (W ciemności)  (Kinematographie)
- 2017: Deer boy (Künstlerische Leitung)
- 2017: Die Spur (Pokot) (Kamera)
- 2018: Ayka (Kinematographie)
- 2022: Dark Sea – Gefangen in der Tiefe (Orzeł. Ostatni patrol) (Kamera)

### Kurzfilm, Dokumentarfilm, Dokumentarspielfilm
- 1990: Jam dwór polski... (Ko-Kinematographie)
- 1993: Chronik des Aufstands im Warschauer Ghetto (Kronika Powstania w Getcie Warszawskim) (Regie, Drehbuch, Kamera)
- 1993: Simon Wiesenthal (Kamera)
- 1999: Children of the Night (Regie)
- 2001: Świat według Piotra D. (Regie, Drehbuch, Kinematographie)
- 2008: Po-lin. Spuren der Erinnerung (Po-lin. Okruchy pamięci) (Regie Drehbuch Kinematographie)
- 2012: In Light (W świetle) (Kinematographie, Regie)
- 2019: Marek Edelman... Und es gab Liebe im Ghetto (Marek Edelman… I była miłość w getcie) (Regie, Drehbuch, Kinematographie)

## Auszeichnungen
Deutscher Filmpreis
- 1995: Auszeichnung in der Kategorie Beste Kamera für Maries Lied

Polnischer Filmpreis
- 2000: Nominierung in der Kategorie Beste Kamera für Królowa Aniołów
- 2006: Nominierung in der Kategorie Beste Kamera für W dół kolorowym wzgórzem
- 2009: Nominierung in der Kategorie Beste Kamera für Chłopiec na galopującym koniu
- 2012: Auszeichnung in der Kategorie Beste Kamera für In Darkness
- 2018: Nominierung in der Kategorie Beste Kamera für Die Spur mit Rafał Paradowski
- 2019: Nominierung in der Kategorie Beste Kamera für Ayka

Plus Camerimage
- 2011: Goldener Frosch für In Darkness